# Juri Karlowitsch Olescha

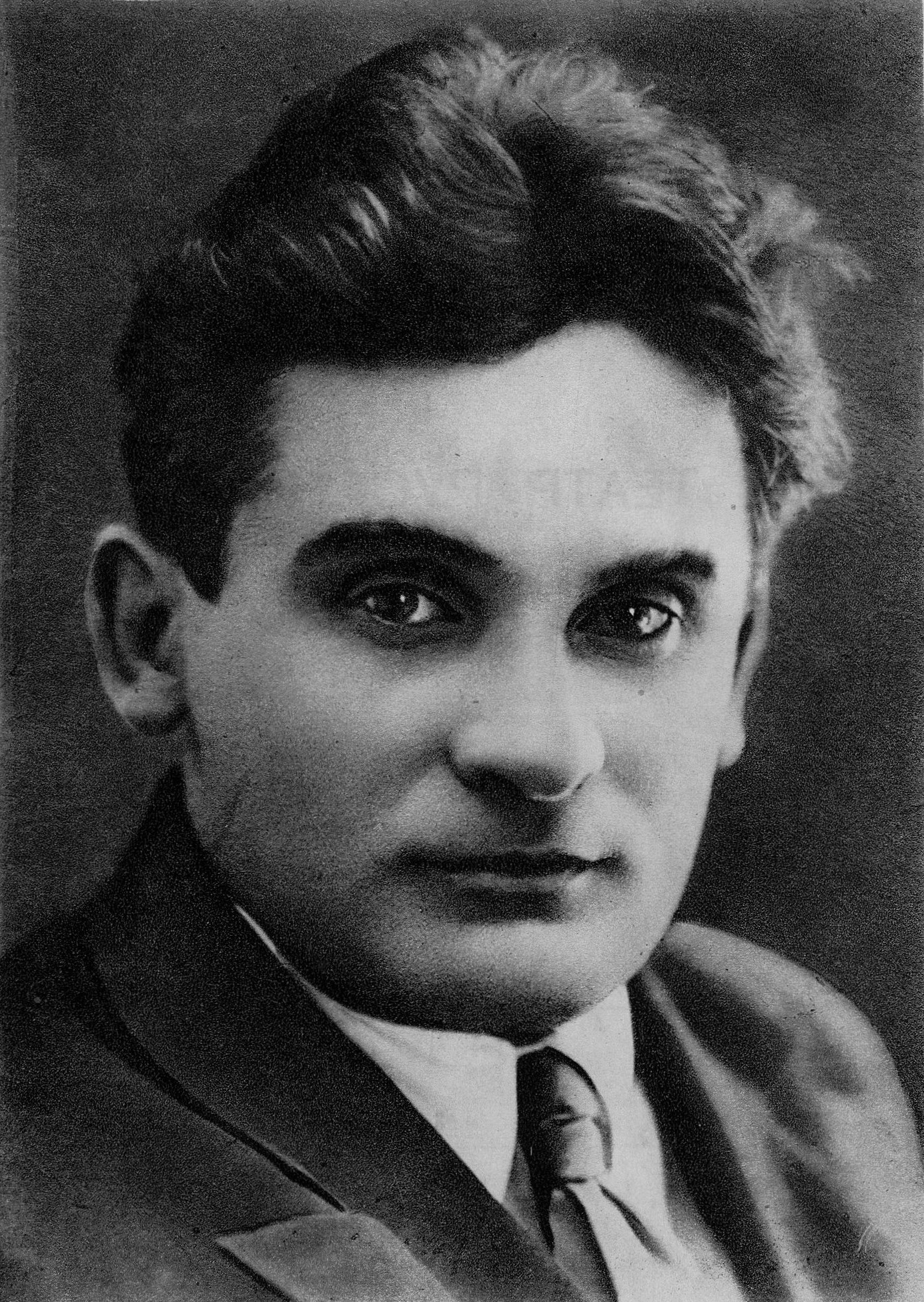
Juri Olescha

Juri Karlowitsch Olescha (russisch Юрий Карлович Олеша; wiss. Transliteration Jurij Karlovič Oleša; * 19. Februarjul. / 3. März 1899greg. in Jelisawetgrad, Russisches Kaiserreich; † 10. Mai 1960 in Moskau, Sowjetunion) war ein russischer Schriftsteller, Dichter und Dramatiker der Frühsowjetzeit.

## Leben
Olescha wurde in Jelisawetgrad (heute zur Ukraine gehörend) als Sohn eines polnischstämmigen Staatsdieners geboren und lebte seit seinem vierten Lebensjahr in der Hafenstadt Odessa. Dort ging er unter anderem auf ein Gymnasium und begann bereits im jugendlichen Alter, Gedichte zu schreiben; eines davon wurde 1915 erstmals in einer Zeitung veröffentlicht. 1917 nahm Juri Olescha ein Studium der Rechtswissenschaften an der Universität Odessa auf, konnte es jedoch aufgrund der Hungersnöte während des Russischen Bürgerkriegs sowie wegen seiner literarischen Aktivitäten nicht zum Abschluss bringen. 1921 ging er nach Charkow und arbeitete dort als Journalist. Gleichzeitig publizierte er eigene Gedichte in einer lokalen Zeitung.
1922 siedelten Oleschas Eltern nach Polen über, während Olescha selbst nach Moskau ging. Dort schrieb er zunächst für die Eisenbahnarbeiterzeitung Gudok, für die zu dieser Zeit auch Autoren wie Bulgakow, Katajew sowie Ilf und Petrow tätig waren. 1924 veröffentlichte er mit dem Kinderroman Die drei Dickwänste (russ. Три Толстяка) sein erstes längeres Werk, das zugleich zu seinen bekanntesten Büchern zählt. Hierbei handelt es sich um die im Stile eines Märchens gehaltene Geschichte eines fiktiven Landes, dessen Gesellschaft – in klarer Anspielung an das vorrevolutionäre Russland – von Ungerechtigkeit und Unterdrückung geprägt wird, weswegen es schließlich zu einer Revolution kommt. Der Roman, der gleichzeitig Oleschas erstes Werk in Prosa war, wurde 1966 von Alexei Batalow verfilmt.
1927 wurde mit Neid (Зависть) ein weiterer bekannter Roman Oleschas in der Zeitschrift Krasnaja Now gedruckt. Die zwei Hauptfiguren des Buches repräsentieren symbolisch die alte (vorrevolutionäre) sowie die neue sowjetische Gesellschaft, wobei Olescha in der Figur des „alten“ Intelligenzlers Kawalerow sich selbst zu verkörpern suchte. Wegen der dort herauszulesenden Gesellschaftskritik bescherte Neid dem Autor teilweise negative Kritik in der Presse, und 1936 wurde die Veröffentlichung großer Teile des Werks Oleschas offiziell verboten, was sich erst mit der Entstalinisierung ab 1956 änderte.
1930 schrieb Olescha ein Theaterstück namens Liste der Wohltaten (Список благодеяний), das er an der Bühne des Moskauer Kunsttheaters in Zusammenarbeit mit Regisseur Meyerhold zu inszenieren gedachte. Ein Jahr später wurde das Stück jedoch von der Zensur verboten und durfte aufgrund des Verdachts auf regimekritische Passagen nicht aufgeführt werden. 1934 schrieb Olescha an einem weiteren Bühnenstück, das jedoch unvollendet blieb. Seitdem schrieb er bis auf Tagebuchaufzeichnungen nichts mehr. In den letzten Lebensjahren verfiel er zunehmend dem Alkohol und starb 1960 in Moskau an einem Herzinfarkt. Sein Grab befindet sich auf dem Moskauer Friedhof des Neujungfrauenklosters.
Olescha war seit 1922 mit Olga Suok, Tochter eines österreichischstämmigen Odessiten, verheiratet. Ihr widmete er auch das Buch Die drei Dickwänste, in dem er eine weibliche Hauptfigur ebenfalls Suok nannte.

## Werke
- Die drei Dickwänste. Kinderroman (1924). Raduga-Verlag, Moskau 1987, ISBN 5-05-001333-X. Deutsch unter dem Titel "Die drei Dicken", Wilhelm Goldmann Verlag, München, 1961 (aus dem Russischen von Ottmar Schwechheimer und Walter Richter-Ruhland, Einleitung von Walter Richter-Ruhland)[1]
- Neid. Roman. Verlag Volk und Welt, Berlin, 1973 (aus dem Russischen von Ingeborg Schröder; Nachwort Ralf Schröder)
- Vier Kirschkerne. Erzählungen. Langewiesche-Brandt, Ebenhausen b. München 1964.
- Liompa. Erzählungen, Stücke, Aufzeichnungen. Reclam, Leipzig 1978.